# Гурунги

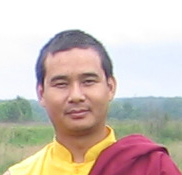
Гурунг-монах тибетской буддийской традиции Сакья из Непала

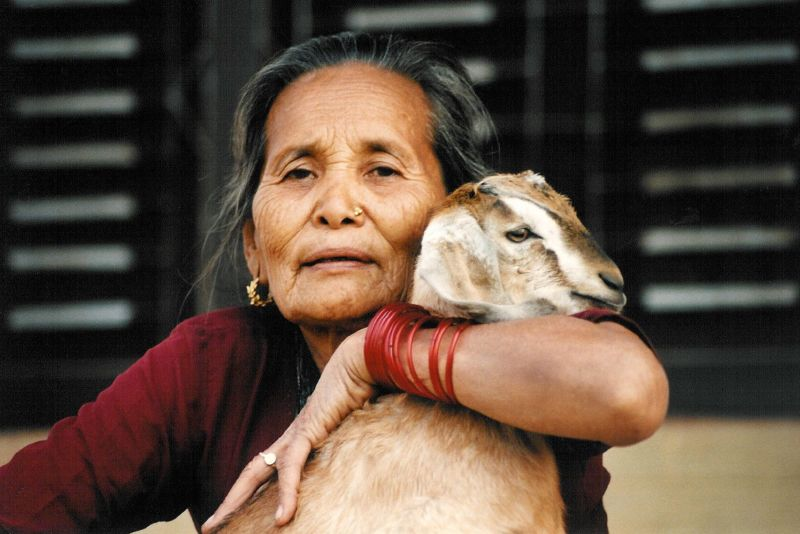
Представительница народа гурунг с козой, Непал

Гуру́нги (англ. Gurung), или Таму англ. Tamu(; непальск. गुरुङ) — тибето-бирманский народ, живущий преимущественно в центральном и западном Непале (к западу от долины Катманду), а также в незначительном количестве в Бутане и Индии. Численность — более 600 тысяч человек.

## Язык
Язык гурунг относится к тамангской группе бодской ветви тибето-бирманской подсемьи сино-тибетской семьи языков. Языком гурунг владеет не более половины гурунгов.

## Религия
Религия — буддизм и индуизм. Согласно непальской переписи 2001, 69,03 % гурунгов — буддисты, 28,75 % индуисты, 0,66 % христиане. Среди буддийских направлений традиционно наиболее распространённые — ранние тибетские буддийские школы ньингма и сакья.
Заметно присутствие религии бон и местных верований. Непальский религиозный деятель из гурунгов Акшунна говорит об особой исконной национальной религии гурунгов «Гурунг-дхарма».

## Уклад
Сохранилось деление на касты. Занятия — пашенное богарное и ирригационное террасное земледелие, скотоводство, ремёсла.
Для традиционной социальной организации характерны патрилинейные родовые группы, кросс-кузенные браки.